# ZB vz. 33
Il Zbrojovka Brno krátká puška vzor 33 o solo vz. 33 era un fucile a otturatore girevole-scorrevole progettato e prodotto in Cecoslovacchia nel 1933 dalla Československá zbrojovka di Brno. Era basato sulla meccanica del famoso Mauser Gewehr 98, del quale mutuava fedelmente l'otturatore. Venne ordinato per sostituire le obsolete carabine vz. 1895 della Československé četnictvo (gendarmeria). La denominazione di fabbrica era vz. 16/33.

## Storia
Il progetto era parzialmente basato sul Steyr M1912 Mauser, prodotto prima della Grande Guerra per il Brasile, ma l'azione derivava da quella del fucile d'ordinanza vz. 24, a sua volta mutuato dal Mauser Kar 98k.
Prima del 1940 furono prodotti 25.300 vz. 33 per Esercito cecoslovacco, Četnictvo e Finanční stráž (guardia di finanza).

### Gewehr 33/40(t)
Dopo l'occupazione tedesca della Cecoslovacchia, la produzione continuò per le esigenze della Wehrmacht ed in particolare fu assegnata ai Gebirgsjäger. L'arma, denominata Gewehr 33/40 (tschechoslowakisch) o solo G 33/40(t), era una versione allungata di 5 mm a causa di un diverso calciolo; differiva inoltre per la presenza di una placca sulla pala del calcio per lo smontaggio del percussore dall'otturatore, per le magliette per la cinghia di tipo tedesco e per la cassa in legno laminato.
Dal 1940 al 1942 furono prodotti 131.503 Gewehr 33/40(t) per lo Heer: 29.000 nel 1940, 48.049 nel 1941 e 54.454 l'anno successivo. Oltre a queste armi di nuova produzione, i tedeschi impiegarono anche esemplari di preda bellica confiscati alle forze armate cecoslovacche.
Furono realizzati anche alcuni prototipi di G 33/40(t) con calcio pieghevole in legno per Fallschirmjäger, ma la variante non entrò mai in produzione di serie.